# Alexandra Viktória schleswig-holstein-sonderburg-glücksburgi hercegnő
Alexandra Viktória schleswig-holstein-sonderburg-glücksburgi hercegnő (Holstein, 1887. április 21. – Lyon, 1957. április 15.) Karolina Matild schleswig-holstein-sonderburg-glücksburgi hercegnő és Frigyes Ferdinánd schleswig-holsteini herceg lánya. A Grünholz Manorban született. Első férjével, Ágost Vilmos porosz királyi herceggel (első unokatestvérével) 1908-ban házasodott össze. Mivel Ágost Vilmos az éppen trónon lévő II. Vilmos német császár fia volt, a párt csak „Császár és Császárné” néven emlegették. 1912-ben született egyetlen gyermekük, Sándor Ferdinánd. Miután a császárság 1918-ban megszűnt, 1920-ban elváltak. Második férje Arnold Rümann korvettkapitány volt, 1922 és 1933 közt voltak házasok.